# Desislava Stoyanova
Pour les articles homonymes, voir Stoyanova.
Desislava Stoyanova (en bulgare : Десислава Стоянова) est une biathlète bulgare, née le 10 avril 1992 à Berkovitsa.

## Biographie
En 2009, elle fait ses débuts internationaux dans l'IBU Cup. Stoyanova obtient son premier résultat significatif à l'occasion des Championnats du monde pour les jeunes en 2011, en terminant quatrième du sprint.
En 2011, elle est sélectionnée pour les Championnats du monde de Khanty-Mansiïsk.
Lors de l'hiver 2012-2013, elle commence à participer à la Coupe du monde et marque ses premiers points un an plus tard au sprint du Grand-Bornand (27e).
Aux Jeux olympiques d'hiver de 2014, elle est 61e du sprint et 72e de l'individuel.
Lors de la saison 2015-2016, elle réalise sa meilleure performance dans l'élite avec une 22e place au sprint d'Anterselva.
Aux Jeux olympiques d'hiver de 2018, elle est 76e du sprint, 79e de l'individuel et 16e du relais.

## Vie privée
Desislava Stoyanova est en relation avec le biathlète Dimitar Gerdzhikov, s'engageant en 2016.

## Palmarès

### Jeux olympiques d'hiver
| Épreuve / Édition                | Individuel | Sprint | Poursuite | Départ en masse | Relais | Relais mixte |
| Jeux olympiques 2014 Sotchi      | 72e        | 61e    | -         | -               | -      | -            |
| Jeux olympiques 2018 Pyeongchang | 79e        | 76e    | -         | -               | 16e    | -            |

Légende :
- - : Non disputée par Stoyanova

### Championnats du monde
| Épreuve / Édition             | Individuel | Sprint | Poursuite | Départ en masse | Relais | Relais mixte | Relais mixte simple              |
| Mondiaux 2011 Khanty-Mansiïsk | —          | 95e    | —         | —               | 12e    | 24e          | Épreuve inexistante à cette date |
| Mondiaux 2012 Ruhpolding      | 79e        | 94e    | —         | —               | 17e    | —            | Épreuve inexistante à cette date |
| Mondiaux 2013 Nove Mesto      | 108e       | 88e    | —         | —               | 18e    | —            | Épreuve inexistante à cette date |
| Mondiaux 2015 Kontiolahti     | 98e        | 37e    | 45e       | —               | 23e    | 18e          | Épreuve inexistante à cette date |
| Mondiaux 2016 Holmenkollen    | 55e        | 56e    | 49e       | —               | 20e    | 16e          | Épreuve inexistante à cette date |
| Mondiaux 2017 Hochfilzen      | 88e        | 70e    | —         | —               | 22e    | 17e          | Épreuve inexistante à cette date |
| Mondiaux 2019 Östersund       | 72e        | 79e    | —         | —               | 20e    | —            | —                                |

Légende :
- — : non disputée par Stoyanova
- : pas d'épreuve

### Coupe du monde
- Meilleur classement général : 74e en 2016.
- Meilleur résultat individuel : 22e.

#### Classements en Coupe du monde
| Année     | Classement général final | Sprint | Poursuite | Individuel | Mass start |
| 2013-2014 | 82e                      | 71e    | -         | -          | -          |
| 2014-2015 | 77e                      | 75e    | 75e       | -          | -          |
| 2015-2016 | 74e                      | 71e    | 77e       | -          | -          |
| 2018-2019 | 96e                      | 87e    | -         | -          | -          |

### Championnats du monde de biathlon d'été
- Médaille d'argent du relais mixte en 2015.